# Ягодно (Хорватия)
Ягодно (хорв. Jagodno) — село в общине Велика-Горица в жупании Загребачка Хорватии. По данным переписи 2021 года, численность населения составляла 533 человека.

## Население
| 2021 |
| ---- |
| 533  |